# Dorfkirche Alt Rehse

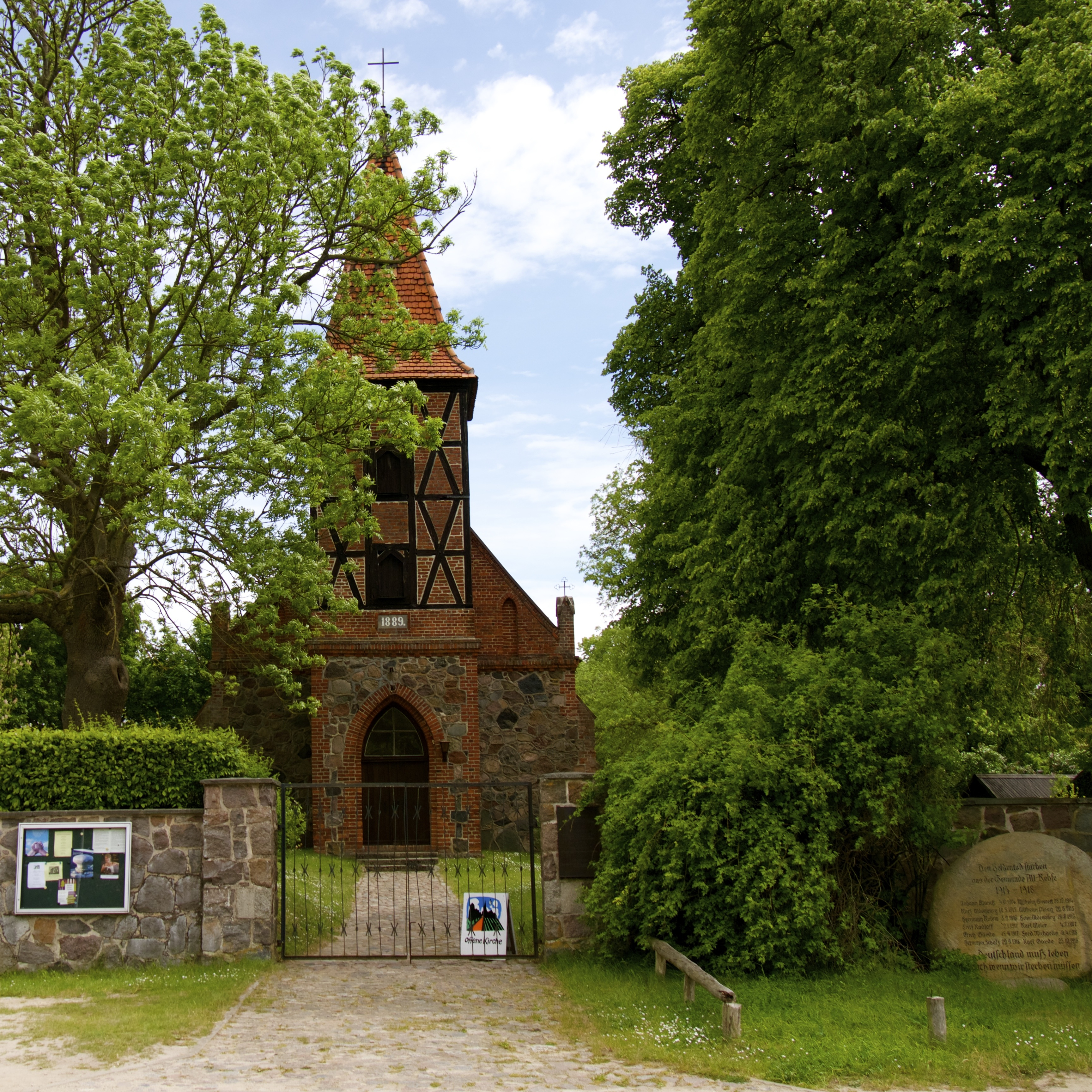
Die Dorfkirche in Alt Rehse, Portalansicht

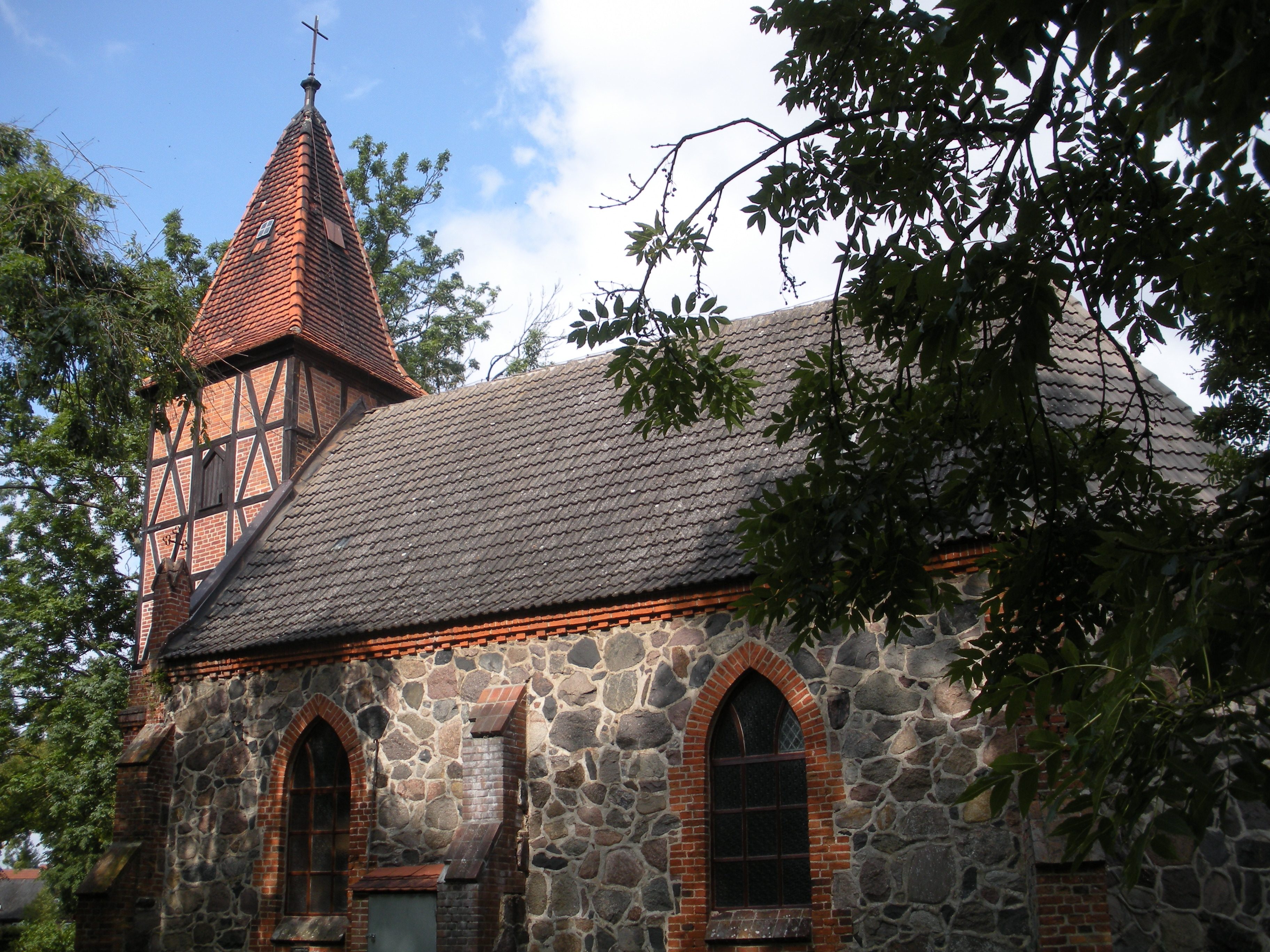
Die Dorfkirche in Alt Rehse, Seitenansicht

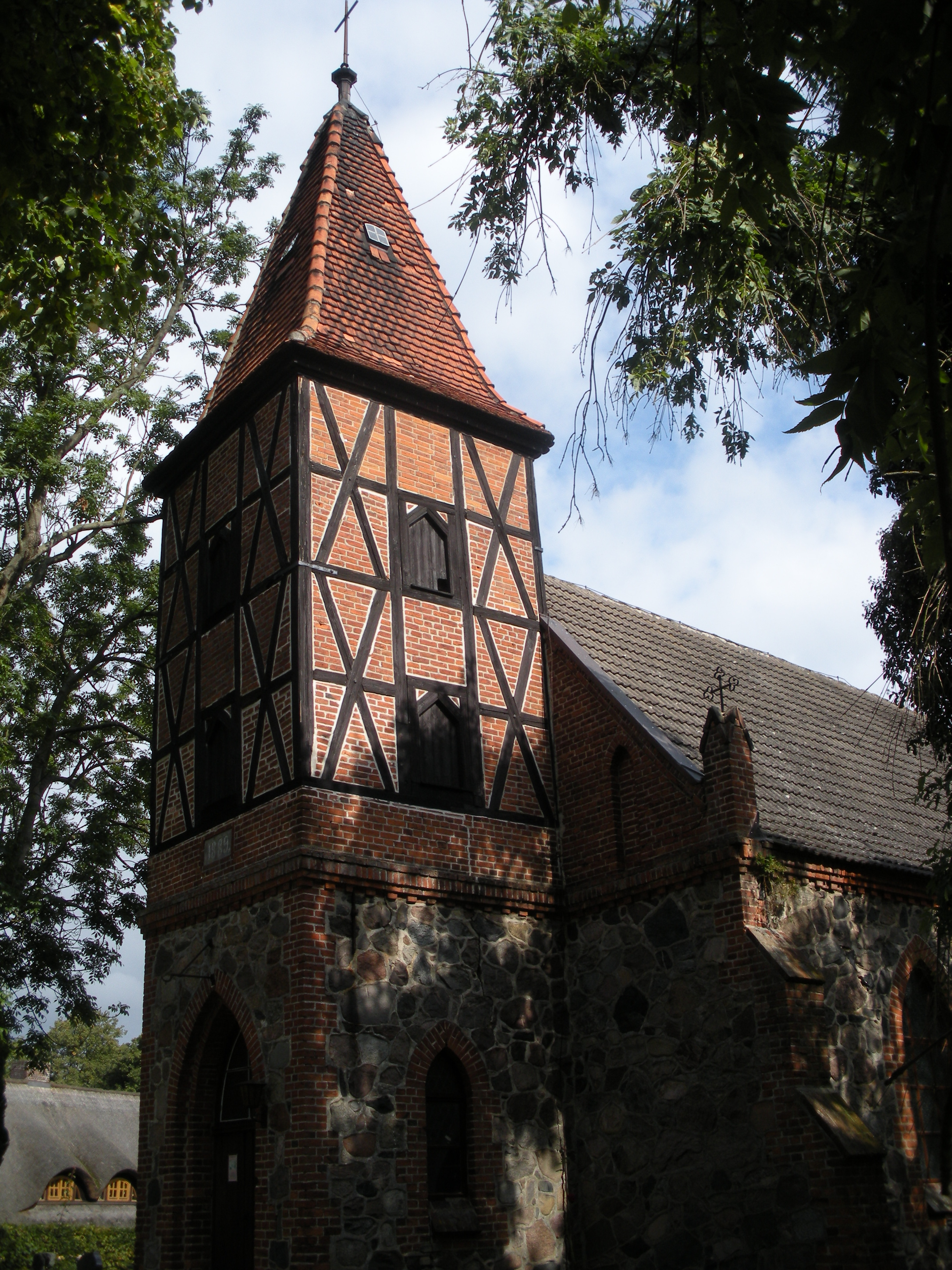
Die Dorfkirche in Alt Rehse, Turmansicht

Die evangelische Dorfkirche in Alt Rehse ist ein denkmalgeschütztes Kirchengebäude in Alt Rehse, einem Ortsteil der Stadt Penzlin im Landkreis Mecklenburgische Seenplatte in (Mecklenburg-Vorpommern). Das Gebäude ersetzt eine Vorgängerkirche.

## Geschichte und Architektur
Der Herzog Bogislav aus Pommern bestätigte 1182 dem Prämonstratenserkloster Broda die Besitzungen, zu denen auch das Dorf Reze (Rehse) gehörte. Alt Rehse war von 1594 bis 1960 auch Pfarrdorf für Krukow und Mallin.
Die neugotische Saalkirche schließt nach Osten dreiseitig. Sie steht auf rechteckigem Grundriss und wurde aus gehauenen Feldsteinen errichtet. Von 1883 bis 1893 (in einer anderen Quelle ist als Bauzeit 1889 bis 1893 angegeben) wurde sie aus Feld- und Backstein errichtet. Die Außenwände sind durch mehrere Stützpfeiler und spitzbogige hohe Fenster mit Backsteinfassungen gegliedert. Das spitzbogige Eingangsportal befindet sich in einem mehrfach gestuften Gewände aus Backstein. In den Innenraum ist eine flache Decke eingezogen, der Raum ist restauriert. Bemerkenswert ist die Backsteinausmauerung im Altarbereich. Auf der rechten Seite steht die offene Patronatsloge für die Familie von Hauff. Das Obergeschoss des angesetzten Westturmes ist in Fachwerk gebaut. Zum Gebäude gehört auch eine beheizbare Winterkirche.

## Ausstattung
- Die neugotische[9] Holzausstattung stammt überwiegend aus der Bauzeit.[3]
- Im Mittelfeld des Altares mit Altarschranke ist ein modernes Gemälde zum Thema Frieden, Gerechtigkeit und Bewahrung der Schöpfung zu sehen.[10] Frau Krug malte es 1992; es zeigt ein doppeltes Dreieck, eine Taube, eine Krone, sowie einen Weinstock.[11]
- Das Taufbecken ist mit Holzornamenten verziert.
- Der Fuß der einfachen Kanzel ist weiß gefasst, die Kanzel hat keinen Schalldeckel.

## Glocken
Im Turm hängen zwei Glocken, sie wurden im 14. und 15. Jahrhundert gegossen.